# Дангулов Абрам Христофорович
Абрам Христофорович Дангулов (вірм. Աբրահամ Քրիստափորի Դանգուլով, 5 серпня 1900, Армавір — 19 червня 1967, Москва) — радянський футболіст. По завершенні ігрової кар'єри — тренер. Заслужений майстер спорту СРСР (1948). Працював журналістом у тижневику «Футбол».

## Ігрова кар'єра
Вірменин за походженням. У дорослому футболі дебютував 1919 року виступами за команду «Уніон» (Єкатеринодар), а з наступного року став виступати за ЦРК/СТС/«Динамо» (Армавір). Завершив професійну кар'єру футболіста виступами за цю команду у 1934 році.
Характеризувався як «технічний лівий нападник, який показав прекрасне розуміння гри, філігранну техніку і сильний удар».

## Кар'єра тренера
Розпочав тренерську кар'єру відразу ж по завершенні кар'єри гравця, 1934 року, очоливши тренерський штаб клубу «Динамо» (П'ятигорськ).
1939 року став головним тренером команди «Стахановець» (Сталіно), тренував команду зі Сталіно два роки.
У 1944 році призначений головним тренером московських «Крил Рад», а в 1949 році очолив «Спартак» (Москва). На чолі московського «Спартака» став бронзовим призером чемпіонату СРСР 1949 року і володарем Кубка СРСР 1950 року. З 1952 року увійшов до тренерського штабу Василя Соколова, свого наступника на посаді головного тренера «Спартака», пропрацювавши там до 1954 року.
1955 року прийняв пропозицію попрацювати у клубі «Спартак» (Єреван). Влітку 1956 року керував збірною Вірменської РСР, що взяла участь у першій Спартакіаді народів СРСР, посівши на ній 5 місце. Залишив єреванську команду 1956 року.
Останнім місцем тренерської роботи був клуб «Шахтар» (Донецьк), головним тренером команди якого Абрам Дангулов був протягом 1958 року.
Помер 19 червня 1967 року на 67-му році життя у місті Москва. Похований на місцевому вірменському кладовищі..

## Титули і досягнення
- Володар Кубка СРСР (1):

«Спартак» (Москва): 1950